# Teinobasis filamentum
Teinobasis filamentum är en trollsländeart som beskrevs av James George Needham och Gyger 1939. Teinobasis filamentum ingår i släktet Teinobasis och familjen dammflicksländor. IUCN kategoriserar arten globalt som livskraftig. Inga underarter finns listade i Catalogue of Life.